# Plagiochila lobata
Plagiochila lobata là một loài rêu trong họ Plagiochilaceae. Loài này được Kaal. mô tả khoa học đầu tiên.
Danh pháp khoa học của loài này chưa được làm sáng tỏ. 